# Era Romana na Geórgia

Geórgia pré-romana: Cólquida tornou-se parte da província romana de Ponto

A área da Geórgia estava sob controle romano entre o século I a.C. e o VII d.C.. Esse controle variava com o tempo e era intermitente nos reinos da Cólquida e da Ibéria na região do Cáucaso. Esses reinos correspondem aproximadamente a algumas partes do oeste e do leste da Geórgia moderna.
Deste ponto em diante, Cólquida tornou-se a província romana de Lázico, com o imperador Nero incorporando-a posteriormente à Província de Ponto em 63 d.C, e sucessivamente na Capadócia por Domiciano em 81 d.C. Ao mesmo tempo, a Ibéria continuou a ser um estado vassalo porque gozava de significativa independência e com as terras baixas frequentemente atacadas por ferozes tribos montanhosas, prestar uma homenagem nominal a Roma em troca de proteção era considerado um investimento valioso.
O Cristianismo começou a se espalhar no início do século I. Relatos tradicionais relacionam o evento com Santo André, São Simão, o Zelote, e Santa Matata (mas as crenças religiosas helenísticas, pagãs locais e mitraicas permaneceriam difundidas até o século IV).
No século III, a tribo dos lazes passou a dominar a maior parte da Cólquida, estabelecendo o reino de Lázica, conhecido localmente como Egrissi. Cólquida foi o cenário da prolongada rivalidade entre os Impérios Romano/Bizantino e sassânida, culminando na Guerra Lázica de 542 a 562.

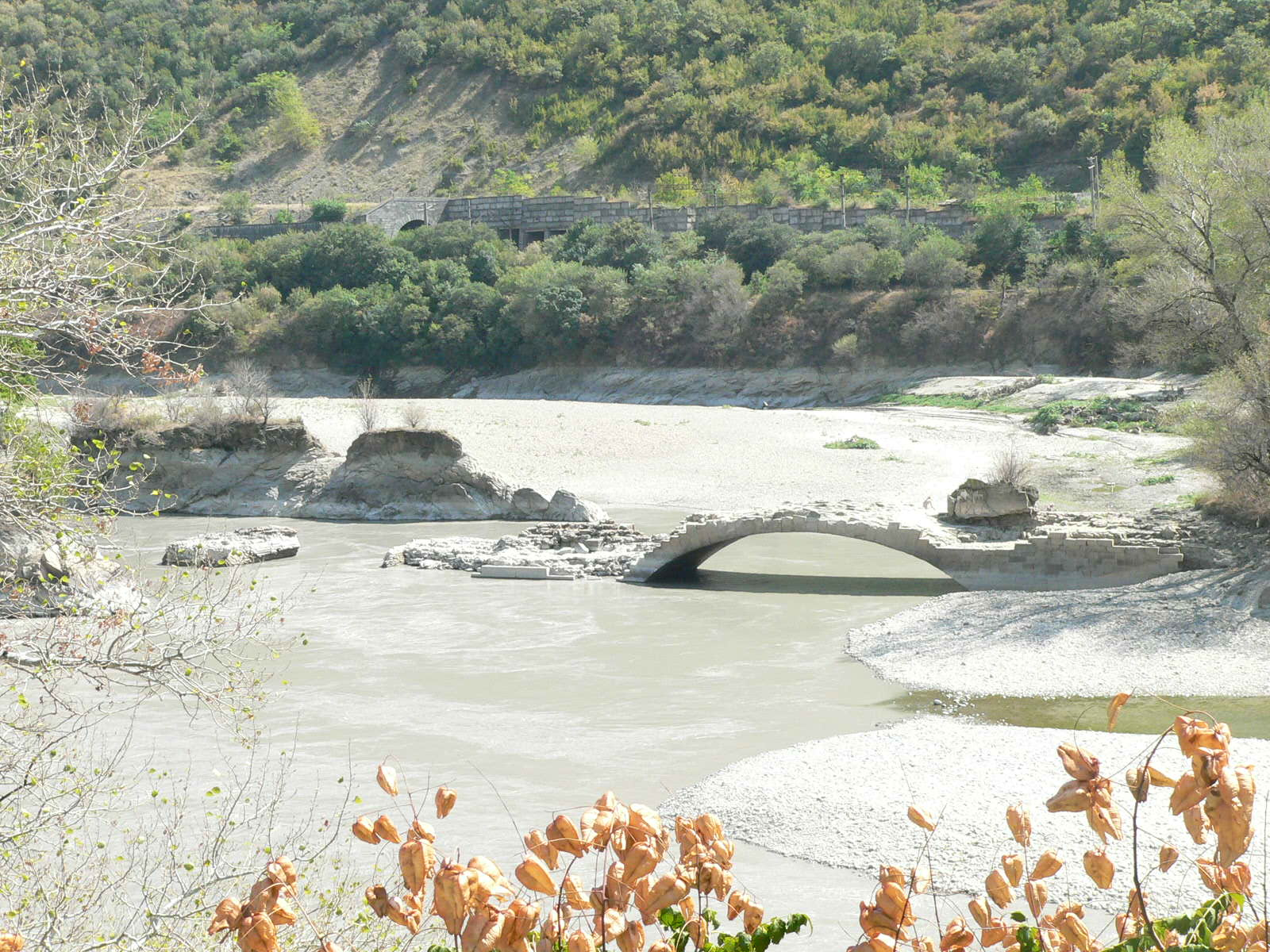
A "Ponte de Pompeu" foi construída na Geórgia pelos legionários romanos de Pompeu

Além disso, no início do século III, Roma teve que reconhecer a soberania da Albânia e da Armênia do Cáucaso na Pérsia Sassânida, mas tudo o que agora é a Geórgia estava de volta ao controle romano com Aureliano e Diocleciano por volta de 300.
A província de Lázico (ou Lázica) recebeu um grau de autonomia que em meados do século III se desenvolveu em total independência com a formação de um novo Reino de Lázica-Egrissi nos territórios dos principados menores de zanos, suanos, apsílios, e sanigues. Este novo estado do Cáucaso do Sudoeste sobreviveu mais de 250 anos até 562, quando foi absorvido pelo Império Romano Oriental, durante o reinado de Justiniano I 
De fato, a presença de Roma começou a desaparecer da Geórgia após a Batalha de Sebastópolis, travada perto da costa oriental do Mar Negro em 692  entre os omíadas e as tropas do Império Romano do Oriente lideradas por Leôncio.

A província de Lázica de Justiniano em 565

## Cristianismo romano
Um dos principais legados de Roma à Geórgia é a fé cristã.
Na verdade, o cristianismo, pregado pela primeira vez pelos apóstolos Simão e André no século I, tornou-se a religião oficial da Ibéria  do Cáucaso em 327, tornando a Geórgia um dos primeiros países cristãos do mundo.
A conversão final de toda a Geórgia ao cristianismo em 327 é creditada a Santa Nina da Capadócia. Ela era a única filha de pais piedosos e nobres, o general romano Zabulão, parente do grande mártir São Jorge, e Susanna, irmã do Patriarca de Jerusalém.
Petra, na Lázica, é um antigo bispado da Geórgia que está incluído na lista de sedes titulares da Igreja Católica.

## Fortes romanos

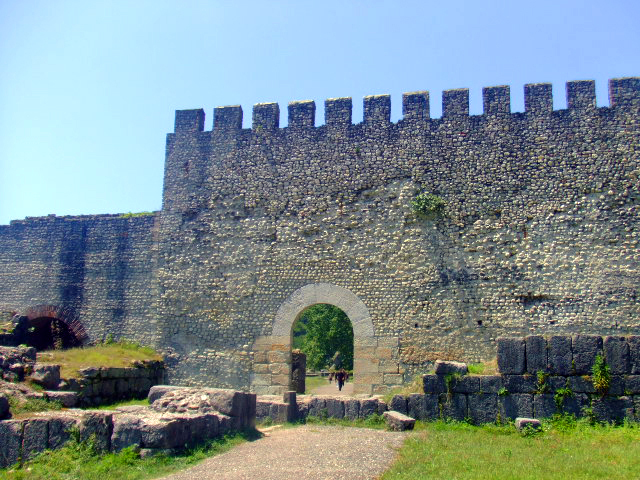
Os restos do portão leste em Arqueópolis

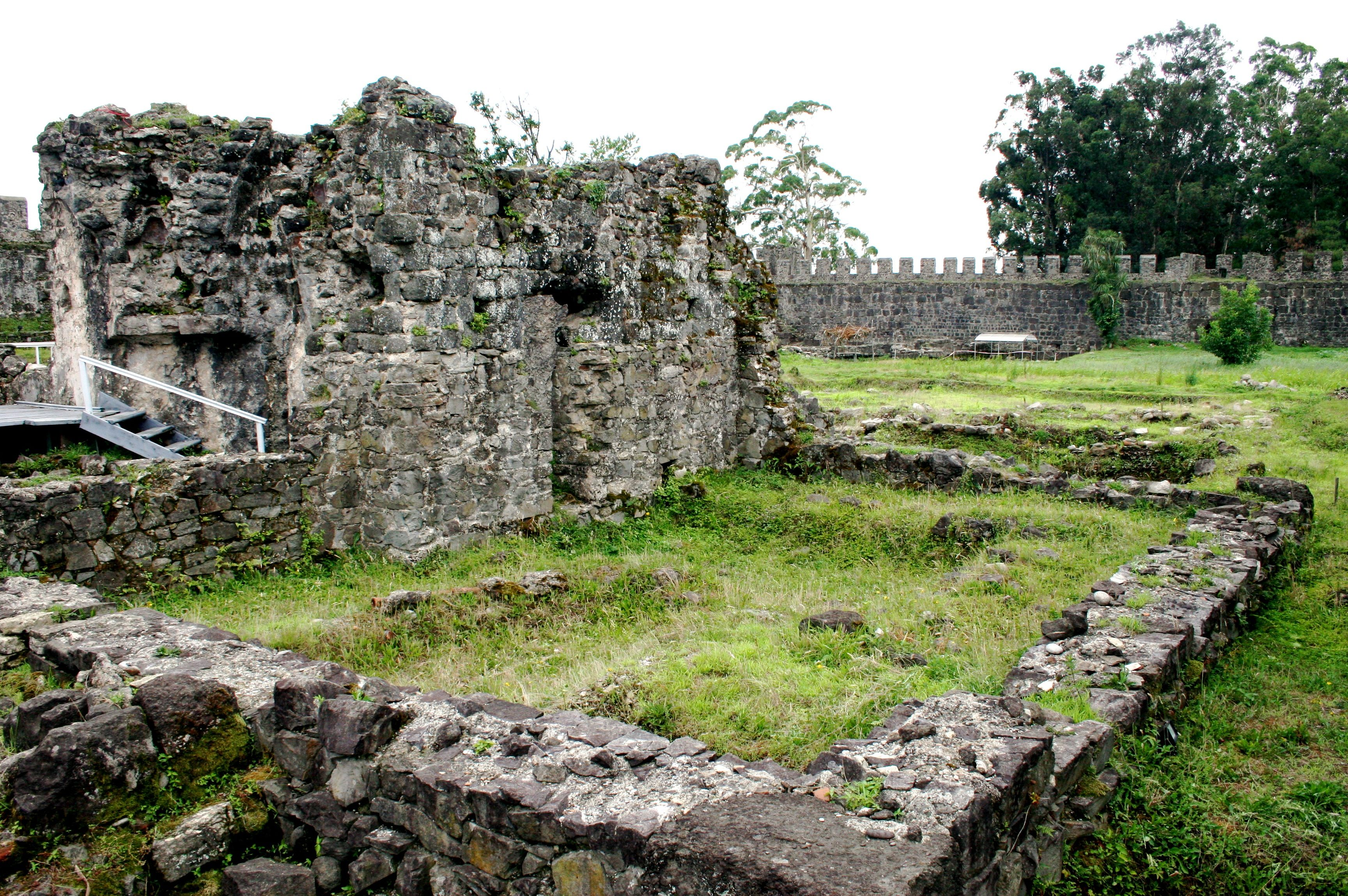
Gonio (anteriormente denominado "Apsaros"): vestígios de uma casa de banhos romana na fortaleza

- Gagra. Os romanos rebatizaram a cidade como "Nítica". Sua posição levou os romanos a fortificarem a cidade, que foi repetidamente atacada por godos e outros invasores no século V.
- Gonio. No século II, era uma cidade romana bem fortificada, com quase 2.000 legionários.[12]
- Pitsunda. Em torno do forte floresceu uma cidade comercial. No final do século XIII, a área abrigou uma colônia comercial genovesa de curta duração chamada "Pezonda".
- Fase. Durante a Terceira Guerra Mitridática, Fásis (atual Poti) ficou sob o controle romano. Foi onde Pompeu conheceu Servílio, o almirante de sua frota euxina em 65 a.C.[13]

Arqueópolis (Nocalaquevi) foi governada pelos romanos desde os tempos de Augusto, mas apenas o Império Romano do Oriente desenvolveu de forma gigantesca esta fortificação no centro de Lázico após o século IV. Na verdade, é um famoso sítio arqueológico da Geórgia.
Armazi, no leste da Geórgia, era outra cidade fortificada relacionada a Roma. Esta fortaleza perto de Misqueta foi capturada pelo general romano Pompeu durante sua campanha de 65 a.C. contra o rei ibérico Artoces. Uma estrutura em ruínas nas proximidades do rio Mtecuari data dessa época e ainda é chamada de "ponte de Pompeu". O apogeu de Armazi veio quando Iberia se aliou aos imperadores romanos. Uma estela pedra desenterrada em Armazi em 1867 relata que o imperador romano Vespasiano fortificou Armazi para o rei ibérico Mitrídates I em 75 d.C.